# Пазинато, Антонио
Антонио Пазинато (итал. Antonio Pasinato; 24 февраля 1935, Больцано) — итальянский футболист, защитник, и тренер.

## Карьера игрока
Почти всю карьеру игрока провёл в «Лекко». В общей сложности принял участие в 57 матчах Серии А. 3 сезона отыграл в Серии А и 5 сезонов в Серии Б. В последний год карьеры[прояснить] провёл с «Миланом» 6 матчей в Кубке Дружбы.

## Карьера тренера
Карьера тренера, в отличие от карьеры игрока, была весьма насыщенной.
Начал тренерскую деятельность в 1970 году с клубом «Кавезе» в Серии Д. За два года занимал 9 и 10 места. В 1972 году переходит в «Варезе», и по итогам сезона занимает 3 место в Серии Д. В следующем году тренирует «Казертано», и в конце сезона занимает 8 место. В сезоне 1975-76 занимает 9 место. В 1977 году тренирует «Сольбятезе», но из-за неудовлетворительных результатов был уволен. В сезоне 1977-78 провёл провальный сезон с «Про Васто». Позднее были такие же провальные сезоны с «Франкавиллой», «Казертано» и «Кампобассо». В сезоне 1983-84 получает в своё руководство амбициозную команду «Брешия», которая поднялась до Серии Б. Вывел команду в Серию А, после чего отправился тренировать «Монцу», где провел не очень хороший сезон. Позже тренировал «Салернитану», «Венецию» и «Виченцу». Завершил тренерскую деятельность в 1997 году в клубе Кремапареджо".
В настоящее время проживает в Лекко.

## Достижения

### Как игрок

#### «Милан»
- Чемпион Италии: 1961/62

### Как тренер

#### «Брешия»
- Чемпион Серии C1: 1984/85

#### «Казертана»
- Чемпион Серии C2: 1980/81